# Jägarna 2
Jägarna 2 är en svensk thrillerfilm som hade biopremiär i Sverige den 2 september 2011, i regi av Kjell Sundvall med Rolf Lassgård och Peter Stormare i huvudrollerna. Filmen hade smygpremiär i Överkalix den 17 augusti 2011, släpptes i resten av Norrland den 2 september och i övriga Sverige den 9 september samma år.

## Handling
Det har gått 15 år sedan Erik (Rolf Lassgård) tragiskt tvingades lämna sin polistjänst i Norrland. Ett brutalt brott i hans hembygd får honom nu motvilligt att återvända. Men det som från början såg ut som ett rutinuppdrag utvecklar sig steg för steg till en värre mardröm än Erik någonsin kunnat ana.

## Om filmen
Inspelningen av filmen började i augusti 2010. Filmen är en uppföljare till filmen Jägarna (1996). Uppföljaren har varit påtänkt sedan 2004. Inspelningarna skedde till större delen i Överkalix och Kalix. Manuset bygger till viss del på spekulationer kring mordet på Carolin Stenvall 2008.

## Rollista
- Rolf Lassgård – Erik Bäckström
- Peter Stormare – Torsten
- Annika Nordin – Karin Johansson
- Kim Tjernström – Peter
- Lo Kauppi – Johanna Lager
- Jesper Barkselius – Åström
- Eero Milonoff – Jari Lipponen
- Johan Paulsen – Mats Sundelin
- Juho Milonoff – Esa Lipponen
- Elina Knihtilä – Irina Lipponen
- Jonas Hedlund – Niklas
- Yngve Dahlberg – Eriks chef
- Ellenor Lindgren – Elin Ledin
- Tove Olsson – Pia
- Gunnar Eklund – jaktledare
- Anders Lindgren – Folke Ledin
- Olov Häggmark – Hempo
- Mikael Odhag – tekniker

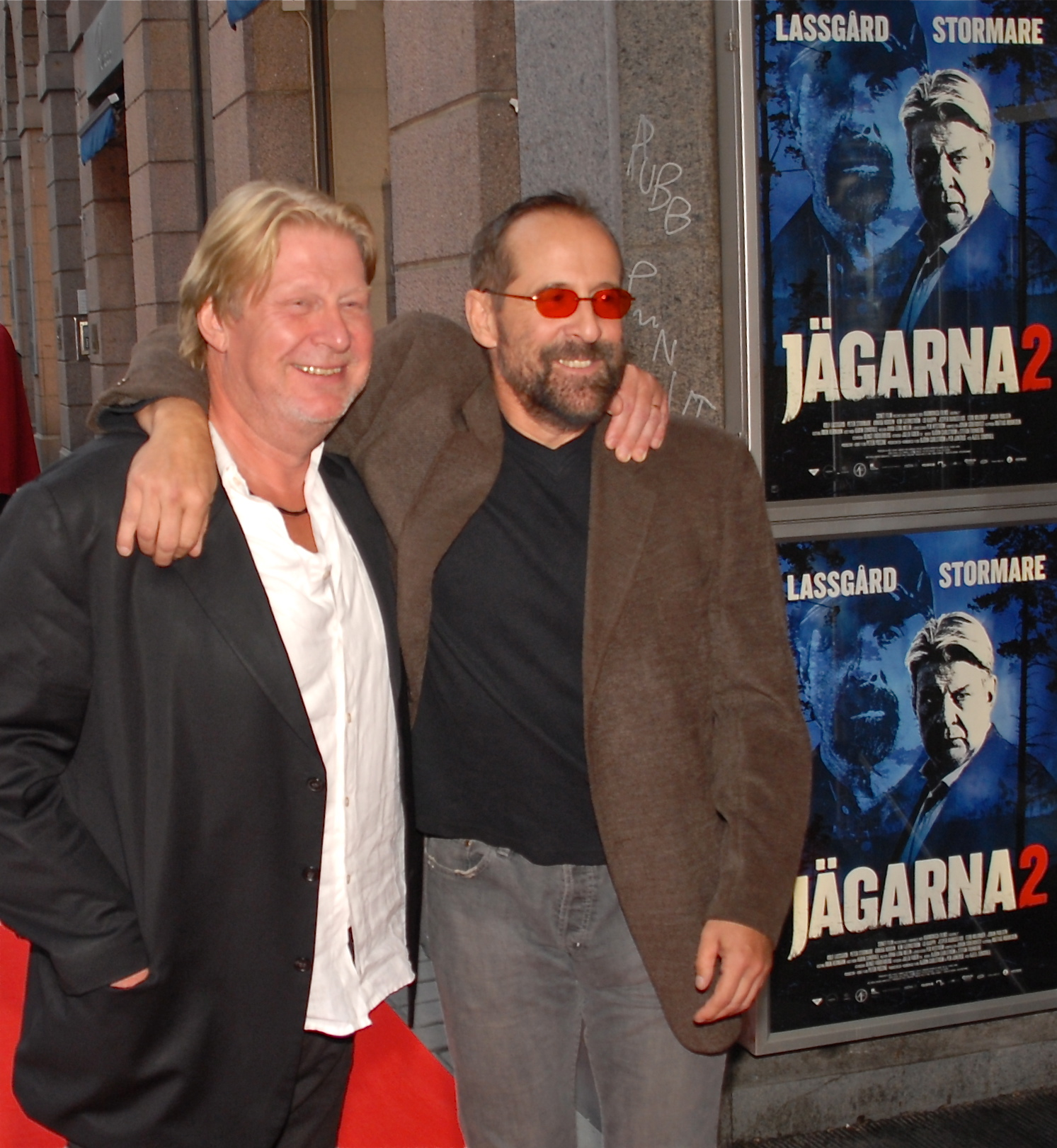
Rolf Lassgård och Peter Stormare på premiären av Jägarna 2 i Stockholm den 5 september 2011.

- Martin Sundbom – åklagare Patrik Hallin
- Håkan Andersson – upprörd jägare
- Jarl Lindblad – Elof
- Hanna Ek – kvinna som finner Elin
- Catherine Parment – kemtvättsbiträde
- Charlotte Lindmark – receptionist

## Mottagande
| Media            | Betyg | Källa  |
| ---------------- | ----- | ------ |
| Aftonbladet      |       | [ 7 ]  |
| Göteborgs-Posten |       | [ 8 ]  |
| Metro            |       | [ 9 ]  |
| Sydsvenskan      |       | [ 10 ] |

Jägarna 2 sågs av 536 646 svenska biobesökare 2011 och blev därmed den mest sedda svenska filmen och den fjärde mest sedda filmen det året.

### Fotnoter
1. 1 2 3 4 5 6 7 8 9 10 11 12 13 14 15 16 17  Svensk Filmdatabas, Svenska Filminstitutet, läs online, läst: 27 augusti 2022.[källa från Wikidata]
2. ↑  ”Jägarna 2”. Svensk filmdatabas. 2 september 2011. http://www.svenskfilmdatabas.se/sv/item/?type=film&itemid=68099. Läst 28 september 2016.
3. ↑  Mats Karlsson (1 december 2009). ”Moviezine”. Moviezine.se. http://www.moviezine.se/artikel/3671-peter-stormare-i-jagarna-2. Läst 14 januari 2012.
4. ↑  http://www.nsd.se/noje/artikel.aspx?articleid=5476545
5. ↑  "Jägarna 2" baseras på Carolin-mordet Piteå-Tidningen
6. ↑  ”Bakom kulisserna på ”Jägarna 2””. https://www.aftonbladet.se/nojesbladet/film/a/Rx602W/bakom-kulisserna-pa-jagarna-2. Läst 7 maj 2012.
7. ↑  ”Laddad thriller som oftast prickar rätt”. Aftonbladet.se. http://www.aftonbladet.se/nojesbladet/film/recensioner/article13485715.ab. Läst 14 januari 2012.
8. ↑  Maria Domellöf-Wik (9 september 2011). ”Jägarna 2 - Film”. www.gp.se. Arkiverad från originalet den 6 maj 2013. https://web.archive.org/web/20130506031726/http://www.gp.se/kulturnoje/film/1.718535-jagarna-2. Läst 14 januari 2012.
9. ↑  CG Karlsson (1 september 2011). ”Jägarna 2 – tillbaka i samma spår”. Metro.se. Arkiverad från originalet den 12 september 2012. https://archive.is/20120912045134/http://www.metro.se/noje/jagarna-2-tillbaka-i-samma-spar/EVHkia!VqQ66mAChN1k/. Läst 14 januari 2012.
10. ↑  Michael Tapper. ”Vilda Norrbotten i helt ny tonart”. www.sydsvenskan.se. Arkiverad från originalet den 16 januari 2012. https://web.archive.org/web/20120116082130/http://www.sydsvenskan.se/kultur-och-nojen/film/filmrecensioner/article1542094/Vilda-Norrbotten-i-helt-ny-tonart.html. Läst 17 januari 2012.
11. ↑  ”Filmåret i siffror 2011”. Svenska filminstitutet. https://www.filminstitutet.se/globalassets/2.-fa-kunskap-om-film/analys-och-statistik/publications/facts-and-figures/filmaret-i-siffror-2011.pdf. Läst 24 augusti 2022.